# Георгиан, Каринэ Арменовна
Георгиан, Каринэ Арменовна (род. 5 января 1944, Москва) — советский, российский и армянский музыкант-виолончелист, музыкальный педагог.

## Биография
С 1949 обучалась игре на виолончели под руководством отца — преподавателя Музыкально-педагогического института имени Гнесиных Армена Яковлевича Георгиана.

В 1967 окончила Московскую консерваторию по классу виолончели М. Л. Ростроповича.
С 1970 солистка Московской филармонии.
Гастролирует за рубежом (Англия, США, Канада, Швеция, ГДР, Польша и др.)

Лауреат конкурсов виолончелистов:
- Всероссийского (1961, 3-я пр.)
- Всесоюзного (1965, 1-я пр.)
- Международного им. П. И. Чайковского (1966, 1-я пр.)[1]

С 1980 г проживала в Лондоне.

С 1983 года преподавала в музыкальном училище в Детмольде (Германия).

C 2003 года — преподаватель Северного королевского колледжа музыки в Манчестере (Великобритания).

## Дискография
- Robert & Clara Schumann Music for Cello and Piano. Karine Georgian (cello), Jan Willem Nelleke (piano). Naxos 8.572375, 2011.
- Bach Suites and Gamba Sonatas. SommCD 090-2 (3 CDs). Karine Georgian (cello), Gary Cooper (harpsichord). Somm Recordings, 2009
- Kodály Music for Cello and Violin. Alto ALC 1138. Karine Georgian (cello), Marco Rizzi (violin). Presto Classical, 2011.
- Brahms Cello Sonatas. Biddulph LAW 014 (2 CDs). Karine Georgian (cello), Pavel Gililov (piano). Amazon, 1997.
- Brahms Clarinet Trio. Hyperion CDA66107. Thea King (clarinet), Karine Georgian (cello), Clifford Benson (piano). Amazon, 2000.
- John Ireland Chamber Works. Chandos CHAN 241-40 (2 CDs). Lydia Mordkovitch (violin), Karine Georgian (cello), Ian Brown (piano). Amazon, 2008.
- Martinu Music for Cello and Piano. Alto ALC 1057. Karine Georgian (cello), Ian Munro (piano). Amazon, 2009.
- Sofia Gubaidulina Seven Words. Berlin Classics 0011132BC. Karine Georgian (cello), Elsbeth Moser (bayan), Deutsche Kammerphilharmonie under the direction of Thomas Klug. Amazon, 2002.
- New Works for Cello and Accordion. Cordaria CAGD 512 (2 CDs). Karine Georgian (cello), Elsbeth Moser (accordion). CD Baby, 1997.
- Sonatas by Shostakovich and Britten. SommCD 067. Karine Georgian (cello), Jeremy Young (piano). Amazon, 2007.